# Gonomyia (Gonomyia) unicolor
Gonomyia (Gonomyia) unicolor is een tweevleugelige uit de familie steltmuggen (Limoniidae). De soort komt voor in het Neotropisch gebied.